# イエス・プライム・ミニスター
『イエス・ミニスター』（Yes Minister）は、イギリスの政治風刺コメディ番組である。アントニー・ジェイとジョナサン・リンによって脚本が手がけられ、BBC Twoで1980年から1984年にかけて3シリーズ各7話が放送された。その後、続編として『イエス・プライム・ミニスター』（Yes, Prime Minister）が1986年から1988年にかけて放送され、全38エピソードからなる（放送時間は1話をのぞき全て30分）。ほぼ全てといえるエピソードが、番組のタイトルと同じ言葉「イエス、ミニスター（はい、大臣）」で締めくくられる。これは番組内のキャラクター、ジム・ハッカーから毎回発せられる様々な質問に対する回答という形をとっている。BBCラジオ（英国放送協会のラジオ放送）では複数のエピソードが放送され、2010年には劇場公演が行われた。この公演を基に、2013年にコメディチャンネルGoldで新しいTVシリーズが放送された。
イギリス内閣の架空の部署、行政事務省の大臣の個人オフィスが主な舞台となっており、ポール・エディングトン演じる架空の下院議員ジム・ハッカーのキャリアを描いた物語である。彼は法制定に向け策定し、省内制度の見直しを進めようと苦労を重ねるが、それらは政府官庁、特に彼の事務次官であるハンフリー・アップルビー（ナイジェル・ホーソーン卿）によって反対されてしまう。彼の第一個人秘書官であるバーナード・ウーリー（デレク・フォールズ）は往々にしてこの2人の板ばさみに陥る。続編である『イエス・プライム・ミニスター』では、同じ出演陣によって、前首相の退任で予想外の昇格を手にし首相となった、ジム・ハッカー氏の任期を描く。
当番組は複数回のBAFTA（英国アカデミー賞）受賞など、多くの賞を獲得し、2004年にはBritain's Best Sitcom（イギリスのシットコムランキング調査）で6位にランクイン。当時、首相であったマーガレット・サッチャーのお気に入りのTV番組でもあった。

## あらすじ
物語は、ジム・ハッカーが所属する野党が、現政権与党を総選挙で破った所から始まる。番組内で彼の政党の派閥について言及される事は無く、この政党は明らかに保守党と労働党とは違う紋章を使用している。首相は彼を行政事務省の大臣に任命し、彼はそれに応じる。ハッカーは就任先で、彼の事務次官を務めるハンフリー・アップルビーと、第一個人秘書官のバーナード・ウーリーと出会う。
アップルビーは建前では新任大臣であるハッカーに敬意を払う様な素振りを見せるが、内心では何をおいても現状維持を保つ事を考えている。ウーリーはハッカーに対して同情的だが、アップルビーは、自分やウーリーの様な官僚の優先事項は、評価、出世、昇給など、将来のキャリアアップに直結したものである為、省内に長く留まらず、官僚の推薦などに影響力を持たない大臣職に親身になる事はないとハッカーに忠告する。
エピソードの多くは、ハッカーが支持した提案に、アップルビーが賛同する様子を見せながらも、実際は裏で様々な狡猾な策を講し、それらの政策を打ち壊すというものである。反対に、アップルビーが何としてでもハッカーに承認させようとした提案をハッカーが却下するというエピソードもある。しかし、自分たちの省が廃止されるのを食い止めたり、外交問題を処理したりと、2人は時として、共通の目的を達成するために協力する事もある。
中央政府の内側を描いた作品である事から、ほとんどのシーンはオフィスや会員制のクラブなどの私有地で撮影されている。製作者のリンはその点について、以下のように話す。「議事堂内での撮影は一切行っていない。国会議事堂の中では、ある種の駆け引きやドラマチックな一幕は演じられるが、本当の政治は行われていないからだ。政治というものは私的なものだ。全ての公的組織において、本当の仕事は準備段階の扉の向こう側で行われていて、大衆や議事堂内に集まった人々は、政府が見せたいものを見せつけられているだけだ。」しかしながら、エピソード「情深い社会（The Compassionate Society）」では、BBCラジオ番組 Yesterday in Parliamentにハッカーの国会議事堂での発言が取り上げられており、他のエピソード内では、議事堂内にある外務省大臣の事務室（「前兆」原題:The Writing on the Wall）や会議室(「忠義に関する問題」原題:A Question of Loyalty）が使われている。シリーズが撮影されていた当時、TVカメラが国会議事堂内に入る事は許可されておらず、最近になりようやく貴族院への入場が許可された。そのため、議事堂内でのシーンが無い事を視聴者が珍しく思う事は無かった。